# Фёдоровка (Ленинский район Крыма)
Фёдоровка  (до 1948 года Аджи́-Менде́; укр.  Федорівка, крымскотат. Acı Mende, Аджы Менде) — исчезнувшее село в Ленинском районе Республики Крым, располагавшееся в центре района, на Парпачском хребте, примерно в 4 км к югу от современного села Фонтан.

## История
Первое документальное упоминание села встречается в Камеральном Описании Крыма… 1784 года, судя по которому, в последний период Крымского ханства Гаджи Менды входил в Орта Керченский кадылык Кефинского каймаканства. После присоединения Крыма к России (8) 19 апреля 1783 года, (8) 19 февраля 1784 года, именным указом Екатерины II сенату, на территории бывшего Крымского Ханства была образована Таврическая область и деревня была приписана к Левкопольскому, а после ликвидации в 1787 году Левкопольского — к Феодосийскому уезду Таврической области. После Павловских реформ, с 1796 по 1802 год, входила в Акмечетский уезд Новороссийской губернии. По новому административному делению, после создания 8 (20) октября 1802 года Таврической губернии, Аджи-Менде был включён в состав Кадыкелечинской волости Феодосийского уезда.
По Ведомости о числе селений, названиях оных, в них дворов… состоящих в Феодосийском уезде от 14 октября 1805 года , в деревне Аджи-Менде числилось 11 дворов и 84 жителя. На военно-топографической карте генерал-майора Мухина 1817 года деревня Аджименде обозначена с 12 дворами. После реформы волостного деления 1829 года Аджи-Менде, согласно «Ведомости о казённых волостях Таврической губернии 1829 года», отнесли к Чалтемирской волости (переименованной из Кадыкелечинской). На карте 1836 года в деревне 14 дворов. Затем, видимо, в результате эмиграции крымских татар, деревня заметно опустела и на карте 1842 года Аджи Менде обозначен условным знаком «малая деревня», то есть, менее 5 дворов и в 4 километрах юго-западнее развалины Аджи Менде.
В 1860-х годах, после земской реформы Александра II, деревню приписали к Сарайминской волости. Согласно «Списку населённых мест Таврической губернии по сведениям 1864 года», составленному по результатам VIII ревизии 1864 года, Аджи-Менде — владельческая татарская деревня с 21 двором, 87 жителями и мечетью при колодцах. По обследованиям профессора А. Н. Козловского начала 1860-х годов, в селении колодцы были глубиной 1—5 саженей (от 2 до 10 м), но в большинстве из них (около трёх четвертей) вода была «дурного качества». Также имелись ауты, которые высыхали в течение лета (Аут — небольшой пруд в степном Крыму, наполнявшийся дождевой и талой водой). На трёхверстовой карте Шуберта 1865—1876 года в деревне Аджи-Менде обозначено 14 дворов.
По «Памятной книге Таврической губернии 1889 года», по результатам Х ревизии 1887 года, в деревне Аджи-Менде, уже Петровской волости, числился 31 двор и 165 жителей. По «…Памятной книжке Таврической губернии на 1892 год» в Аджименды, входившем в Ташлыярское сельское общество, числилось 52 жителя в 5 домохозяйствах, а в безземельном Аджименды, не входившем в сельское общество — 102 жителя, домохозяйств не имеющих. По «…Памятной книжке Таврической губернии на 1902 год» в деревне Аджименды, входившей в Ташлыярское сельское общество, числилось 103 жителя в 23 домохозяйствах. По Статистическому справочнику Таврической губернии. Ч.II-я. Статистический очерк, выпуск пятый Феодосийский уезд, 1915 год, в деревне Аджи-Менды Петровской волости Феодосийского уезда числилось 33 двора (6 дворов с землёй, 27 — безземельные) с татарским населением в количестве 131 человек приписных жителей и 36 «посторонних», из которых 88 мужчин и 79 женщин. Жители владели 292 десятинами удобной земли. В хозяйствах имелось 79 лошадей, 56 волов, 28 коров и 640 голов овец, свиней, или коз.
После установления в Крыму Советской власти, по постановлению Крымревкома, 25 декабря 1920 года был образован Керченский (степной) уезд, а, постановлением ревкома № 206 «Об изменении административных границ» от 8 января 1921 года была упразднена волостная система и село вошло в состав Петровского района Керченского уезда, а в 1922 году уезды получили название округов. 11 октября 1923 года, согласно постановлению ВЦИК, в административное деление Крымской АССР были внесены изменения, в результате которых округа были отменены, Петровский район упразднили, влив в Керченский район. Согласно Списку населённых пунктов Крымской АССР по Всесоюзной переписи 17 декабря 1926 года, в селе Аджи-Менды, Кара-Сиджеутского сельсовета Керченского района, числилось 36 дворов, все крестьянские, население составляло 175 человек, из них 169 татар, 5 болгар. Постановлением ВЦИК «О реорганизации сети районов Крымской АССР» от 30 октября 1930 года (по другим сведениям 15 сентября 1931 года) Керченский район упразднили и село включили в состав Ленинского. По данным всесоюзная перепись населения 1939 года в селе проживало 238 человек. На подробной карте РККА Керченского полуострова 1941 года в селе отмечен 31 двор.
В 1944 году, после освобождения Крыма от фашистов, согласно постановлению ГКО № 5859 от 11 мая 1944 года, 18 мая крымские татары были депортированы в Среднюю Азию. С 25 июня 1946 года селение в составе Крымской области РСФСР Указом Президиума Верховного Совета РСФСР от 18 мая 1948 года, Аджи-Менде переименовали в Фёдоровку. Исключено из учётных данных в 1952 году.

### Динамика численности населения
| - 1805 год — 84 чел. - 1864 год — 87 чел. - 1889 год — 165 чел. - 1892 год — 154 чел. | - 1902 год — 103 чел. - 1915 год — 131/36 чел. - 1926 год — 175 чел. - 1939 год — 238 чел. |